# KBS京都エキサイトナイター
『KBS京都エキサイトナイター』（ケービーエスきょうと エキサイトナイター）は、京都放送で放送されているプロ野球ナイター中継のタイトルである。『KBS京都エキサイト・ナイター』『エキサイトナイター』『エキサイトナイターNPB!』と表記される場合もある。
かつては京都放送の中継（『KBS京都エキサイティングナイター』を参照）とともに『KBSパーフェクトナイター』と名乗っていた。

## 概要
かつては、大阪近鉄バファローズ・南海ホークスの主催ゲームや、西京極球場で開催の阪神タイガース・阪急ブレーブスの主催ゲームを自社制作していたが、2003年を最後に行われなくなり、現在は主にサンテレビが制作する阪神タイガースのゲーム（主催・ビジター問わず）をネット受けして放送している他、阪神戦中継がない時は関東圏の独立局からパ・リーグの中継をネット受けすることがある（特に交流戦の日程編成上ロッテまたは西武主催の対阪神戦の開催がない場合に、阪神が関与しない当該球団の試合を数試合中継することが多い）。
放送日時は、火・木・金・日曜日の18時00分から21時25分まで（阪神戦は試合終了まで、その他は21時55分まで終了時刻を繰り下げることがある。ただし、1990年代から2001年までは阪神戦も21時55分で打ち切っていた。また、2008年には例外として日曜日の阪神対巨人戦のリレー中継において、4月27日に23時39分、8月31日に23時20分が最大延長時刻に設定された。延長時、以降の番組は繰り下げおよび休止）。水曜はビジターゲームや朝日放送テレビで阪神主催試合が放送できない場合に編成されることがある。また、オリックス戦については、19時00分から開始する日が多い。
サンテレビと同様に、水曜日の阪神戦（オリックス主催の対阪神交流戦を含む）は朝日放送テレビとのリレー中継を行う（20時47分から試合終了まで。1991年シーズンまでは、サンテレビジョン放送なしで18時試合開始から19時までリレー中継していた。）。ただし、18時台の「トップ中継」は行わないほか、リレー中継も日本プロサッカーリーグ（Jリーグ）・京都サンガF.C.戦の中継が優先される日が多く、この場合はネットしない。
ハイビジョン制作は2008年6月22日以降の日曜日開催分から試験的に開始し、翌2009年からは全曜日に拡大した。
サンテレビと違い、現在は中継終了後の各番組の放送時間の案内を行っていない（過去に行われたのは2006年と2007年のみ）。

## 放送されるカード
主催球団を基準とした。

### 現在
- 阪神タイガース - 主催ゲームのほか、広島東洋カープ・東京ヤクルトスワローズ・中日ドラゴンズ・横浜DeNAベイスターズ・オリックス・バファローズ主催のビジターゲームも中継する（いずれもサンテレビ制作）。過去には、1969年のKBS（当時の正式社名は近畿放送）テレビ開局当初より、西京極球場で開催されるゲームを自社制作で中継[注 3]。編成によりサンテレビに配信する場合もあった。
- 埼玉西武ライオンズ（テレビ埼玉制作） - 週末のデーゲームを録画中継する場合もあった。
- 北海道日本ハムファイターズ（GAORA制作[注 4]）
- 千葉ロッテマリーンズ（千葉テレビ制作[注 5]）

### 過去
- 大阪近鉄バファローズ（詳しくは後述）
- 中日ドラゴンズ（東海テレビ・三重テレビ制作）
- 横浜DeNAベイスターズ・東京ヤクルトスワローズ（テレビ神奈川制作）
- 福岡ソフトバンクホークス - 南海ホークス時代は自社制作で放送していたが、対近鉄戦に限り南海主催でも『近鉄エキサイトアワー』として近鉄応援放送となっていた。福岡ダイエーホークス時代はサンテレビ制作（試合により九州朝日放送・TXN九州も制作協力）、もしくは九州朝日放送制作（デーゲームの関東圏での放送時はテレビ朝日も制作に参加する場合あり）、TXN九州（現在のTVQ九州放送）制作で放送された。
- オリックス・バファローズ - 2012年より、サンテレビ制作分を数本程度ネットしていた（2015年限りでサンテレビが主催球団を問わず交流戦で阪神と対戦する場合を除いて中継そのものを廃止したため、KBS京都のネットも終了）。対阪神の交流戦では、2017年は水曜日に朝日放送制作のリレー中継を放送した[6]。また2018年は阪神主催で1試合を放送した。阪急ブレーブス時代からオリックス・ブルーウェーブ時代初期も、サンテレビからネット受けしていたが、オリックスとなってからは対ダイエー戦に限り、サンテレビではダイエー主催試合と同様ダイエーとの取引関係が強い企業による提供で放送されたため（KBS京都でのスポンサーは不明）、CM前のジングルに当時のダイエー球団歌だった『ダイヤモンドの鷹』を使用し、実況内容もダイエー応援色の強い放送としていた。それ以外のカードは阪急時代と同様オリックス応援の形態での放送だった。
  - 阪急時代には、西京極球場での主催試合に限り自社制作で中継することがあった[7]。

#### 近鉄戦中継
KBS京都テレビは、近畿放送時代から京都の西京極球場を準本拠地としていた大阪近鉄バファローズ（1998年までは近鉄バファローズ）と結びつきがあった。
このため、開局当初から金曜日と日曜日に行われる主催ゲームと南海ホークス（現：福岡ソフトバンクホークス）主催、西京極球場での阪急ブレーブス主催による対近鉄戦の一部を『近鉄エキサイトアワー』（きんてつエキサイトアワー）のタイトルで、球団を所有する近鉄グループの一社提供（晩期は複数社の中の筆頭）により年20試合前後中継した。また、『近鉄バファローズアワー』（きんてつバファローズアワー）や『バファローズアワー』のタイトルを使用した時期もあった。
自局のみに限らず、サンテレビ・三重テレビ・奈良テレビ・岐阜テレビといった近畿日本鉄道沿線地域の独立UHF局やCS放送のスカイ・A、対西武戦についてはテレビ埼玉や群馬テレビ（いずれも、関東地方の独立UHF局）に向けても配信していた。これらの局では、KBS京都のスポーツテーマミュージック『ヨーロッパ万歳』もそのまま流された。また、近鉄沿線地域の独立局ではスポンサードネットで放送され、「近鉄特急 (曲)」（1980年リニューアルのインストルメンタル版など）をBGMにした近鉄グループのロールテロップもそのまま放送された。
本拠地の日本生命球場や藤井寺球場での試合を初め、年数回秋田市八橋運動公園硬式野球場（秋田放送制作協力）やナゴヤ球場で行われた主催試合もスタッフを派遣して自社制作を行なった。その一方、日本生命球場・藤井寺球場での試合については、サンテレビへのネット対象でないカードに限り、テレビ大阪からのネット受けとなった事例もあった。
末期にはこのタイトルは使われず、各局の番組名や体裁に準じる形での放送となった。年数試合は引き続き自社で制作していたが、2004年度は中継を行わず、結局その年限りで近鉄はオリックス・ブルーウェーブと合併しオリックス・バファローズとなった。
なお、自社制作となる対南海戦や西京極球場の対阪急戦を除くビジターゲームのネット時（サンテレビ制作の西宮球場の対阪急戦、千葉テレビ制作の対ロッテ戦など）は、通常のナイター中継と同様の体裁で放送していた。

### 日本シリーズ
2003年以降、テレビ東京が日本シリーズの放映権を獲得しており、近畿地方における系列局のテレビ大阪の放送対象地域が限られている関係で、通常テレビ東京と同時ネットを行わないKBSでもサンテレビと共に同時放送を行った。
対象となった試合
- 2003年 - 第7戦（ダイエー対阪神）
- 2005年 - 第2・7戦（ロッテ対阪神）
- 2006年 - 第4戦（日本ハム対中日）[10]
- 2007年 - 第2・5戦（日本ハム対中日）
- 2009年 - 第7戦（日本ハム対巨人）
- 2010年 - 第4戦（ロッテvs中日）

以上の内、2005年の第7戦と2009年はそれぞれロッテ（第4戦）と巨人（第6戦）が日本一を決めたため、試合が行われなかった。
なお、2011年以降はテレビ東京が放映権を得たとしても、KBSではネットしていない。

## テーマ曲
- オープニング・エンディングテーマ…『ヨーロッパ万歳』（Heil Europe、作曲：Z.N.ブロン）[注 10]

## 出演者
自社制作中継担当経験者のみ明記。

### 解説者
- 加藤英司（2000年 - 2003年シーズン途中[注 12]。サーパス神戸監督就任に伴い降板）
- 嶋尾康史（1997年 - 1998年）
- 清俊彦（西京極球場の阪神主催試合を担当）
- 秋山重雄
- 辻佳紀（1980年代頃）
- 関口清治
- 平野光泰（1986年 - 1998年[11]）
- 阪本敏三（1982年 - 1983年)
- 佐々木宏一郎（1982年）
- 土井垣武[注 13]
- 藤村富美男（KBSテレビ開局時、西京極球場での阪神主催試合を担当[5]）
- 笠原和夫

### 実況・リポーター
- 藤村寛一（? - 2002年頃[12]。一部資料では「藤村憲一」と誤記[13]）
- 寺西裕一（KBS在職[注 14]当時、実況・リポーターを担当[8]）
- 澤武博之[15]（日刊スポーツ出版社発行のプロ野球名鑑では「沢武博之」表記[16]）
- 森谷威夫（2000年代）[注 15]
- 小崎愃（KBSテレビ開局時、西京極球場での阪神・阪急主催試合を担当[5]。1997年頃にもフリー契約アナとして担当[17]）

## 備考
先述のように2003年を最後に自社制作による中継を行っていなかったが、日本スポーツ出版社発行の『12球団全選手カラー百科名鑑』シリーズ内プロ野球アナウンサーリストでは2004年版まで、日刊スポーツ出版社発行の『プロ野球選手カラー名鑑』シリーズ内プロ野球中継担当解説者・アナウンサー名簿では2000年代後半頃もKBSのアナウンサーが掲載され続けた。